# 12819 Susumutakahasi
12819 Susumutakahasi eller 1996 JO är en asteroid i huvudbältet som upptäcktes den 12 maj 1996 av de båda astronomerna, japanen Yasukazu Ikari och den skotts-australiensiske Robert H. McNaught i Moriyama. Den är uppkallad efter Susumu Takahasi.
Asteroiden har en diameter på ungefär 10 kilometer.